# Васюган
Васюга́н или Вас-Юган (от вост.-хант. *waś-jŏχan «узкая река»; вост.-хант. Э́ллё ёган, южноселькупск. Варӷ кы, кетск. Вассес) — река в России, протекает по территории Каргасокского района Томской области, расположена на юге Западно-Сибирской равнины, левый приток Оби. Длина реки — 1082 км, судоходна на расстоянии 886 км от устья, площадь водосборного бассейна — 61 800 км². Река имеет равнинный характер, бассейн Васюгана сильно заболочен. Известна крупнейшим в мире скоплением болот и разрабатываемыми месторождениями нефти и газа. Среднегодовой сток: 327,64 м³/с.
Берёт своё начало в болотах Обско-Иртышского водораздела, из Васюганских болот. В верховьях Васюган течёт среди низких заболоченных берегов, в пойме множество озёр и стариц. В среднем течении берега становятся выше, местами до 50 метров. В нижнем течении река становится многоводной, ширина её увеличивается до 600 метров, а пойма на этом участке реки становится широкой, с большим количеством отмелей, проток, озёр и перекатов.
Населённые пункты (от истока): с. Новый Васюган, д. Айполово, с. Новый Тевриз, с. Средний Васюган, с. Старая Берёзовка, с. Усть-Чижапка, с. Наунак, с. Большая Грива, с. Староюгино, с. Новоюгино, с. Бондарка.
На берегу реки Васюган близ села Староюгино найден клад VII века.
В бассейне Васюгана расположены месторождения нефти и газа.

## Притоки
(км от устья; указана длина рек > 50 км)
- 18 км: Лозунга (длина 52 км)
- 43 км: Кочебиловка
- 43 км: протока Пассал
- 48 км: Наушка (длина 71 км)
- 65 км: Сильга (длина 67 км)
- 67 км: Чебиткер
- 73 км: протока Кинжар
  - 7 км: Малая Кулетка
  - 11 км: Кулетка
- 112 км: Пасил (длина 76 км)
- 114 км: Чижапка (длина 511 км)
- 146 км: Качарма
- 156 км: Зимняя
- 174 км: Нюролька (длина 399 км)
- 182 км: Кагальтура
- 194 км: Тунгуска
- 209 км: Чебачья
- 214 км: без названия
- 230 км: Окуневка
- 237 км: протока Борисовская
- 246 км: Ёхомъях (длина 94 км)
- 249 км: Люля (Люльский Чвор)
- 267 км: Васасуля
- 271 км: Варингъёган (длина 89 км)
- 285 км: без названия
- 295 км: Кедровка (длина 13 км)
- 307 км: Мартыновка (длина 90 км)
- 317 км: Таёжная
- 324 км: Инкпёх
- 331 км: Пёноровка (длина 118 км)
- 342 км: Кедровка (длина 132 км)
- 362 км: водоток Половинка (протока Хламная)
- 386 км: Калганак
- 398 км: Ершовка
- 402 км: Махня (длина 211 км)
- 422 км: Прудовая
- 437 км: Черемшанка (длина 64 км)
- 452 км: Катыльга (длина 120 км)
- 464 км: Зырян-Пех
- 477 км: Половинка
- 492 км: Осиновая
- 504 км: Налимная
- 505 км: Лонтынъях (длина 135 км)
- 517 км: Кельват (длина 199 км)
- Анканцига
- Ай-Пёх
- 533 км: Мостная
- 538 км: Коксипёх
- 566 км: Оленёвка (длина 68 км)
- 579 км: Окунёвка
- 607 км: Еголъях (длина 184 км)
- 636 км: Ягылъях (длина 368 км)
- 652 км: Чертала (длина 311 км)
- 661 км: Ершовка
- 722 км: Хромая
- 732 км: Болотная
- 736 км: Глухая
- 744 км: Кузыр
- 767 км: Пёрная
- 782 км: Налимья
- 799 км: Соболья
- 800 км: Мангушная
- 826 км: Кын (длина 71 км)
- 853 км: Берёзовка
- 864 км: Гарчак
- 875 км: Петряк (длина 56 км)
- 890 км: Старица
- 891 км: Елизаровка
- 896 км: Коровья
- 910 км: Лиственка
- 939 км: Большой Петряк (длина 81 км)
- 957 км: Ванькина Речка
- 982 км: без названия
- 994 км: Кортанты
- 1013 км: Пыхтынеигай
- Ярунигай
- Юлтоигай

## Данные водного реестра
По данным государственного водного реестра России относится к Верхнеобскому бассейновому округу, водохозяйственный участок реки — Васюган, речной подбассейн реки — Васюган. Речной бассейн реки — (Верхняя) Обь до впадения Иртыша.